# Ngô Tùng Quốc
Ngô Tùng Quốc (sinh ngày 27 tháng 01 năm 1998) là một cầu thủ bóng đá chuyên nghiệp người Việt Nam hiện đang thi đấu trong màu áo Becamex Bình Dương tại V.League 1 ở vị trí hậu vệ cánh phải.

## Thành tích

### Giải trẻ
Giải U18 quốc gia
- Huy chương vàng (1): 2015

Giải U21 quốc gia
- Huy chương bạc (1): 2018

Giải U21 Quốc tế báo thanh niên
- Huy chương (1): 2018

### Câu lạc bộ
Thành phố Hồ Chí Minh
- V.League 1:  2019
- Cúp Quốc gia:  2019, 2020
- Siêu cúp Quốc gia:  2019